# Lijst van voetbalinterlands Amerikaans-Samoa - Guam
Deze lijst van voetbalinterlands is een overzicht van alle officiële voetbalwedstrijden tussen de nationale teams van Amerikaans-Samoa en Guam. De landen hebben tot op heden een keer tegen elkaar gespeeld. Dat was een wedstrijd tijdens de Pacific Games op 1 september 2011 in Nouméa (Nieuw-Caledonië).

## Wedstrijden
| № | Plaats | Datum            | Competitie         | Wedstrijd               | Uitslag |
| - | ------ | ---------------- | ------------------ | ----------------------- | ------- |
| 1 | Nouméa | 1 september 2011 | Pacific Games 2011 | Amerikaans-Samoa − Guam | 0 − 2   |

## Samenvatting
| Competitie            | Totaal gespeeld | Winst Am.-Samoa | Gelijk | Winst Guam | Doelsaldo Am.-Samoa – Guam |
| --------------------- | --------------- | --------------- | ------ | ---------- | -------------------------- |
| (South) Pacific Games | 1               | 0               | 0      | 1          | 0 − 2                      |
| Totaal                | 1               | 0               | 0      | 1          | 0 − 2                      |

FFAS ·
Bondscoaches ·
Topscorers ·
Amerikaans-Samoaans vrouwenelftal  ·
Amerikaans-Samoa U21
Interlands
Tegenstander:
Australië ·
Cookeilanden ·
Fiji ·
Guam ·
Nieuw-Caledonië ·
Papoea-Nieuw-Guinea ·
Salomonseilanden ·
Samoa ·
Tahiti ·
Tonga ·
Vanuatu ·
GFA ·
Bondscoaches ·
Topscorers · 
Guamees vrouwenvoetbalelftal ·
Guam U21
Amerikaans-Samoa ·
Aruba ·
Australië ·
Bangladesh ·
Bhutan ·
Cambodja ·
China ·
Filipijnen ·
Hongkong ·
India ·
Iran ·
Laos ·
Macau ·
Malediven ·
Mongolië ·
Myanmar ·
Nieuw-Caledonië ·
Noord-Korea ·
Oman ·
Pakistan ·
Palestina ·
Salomonseilanden ·
Singapore ·
Sri Lanka ·
Syrië ·
Tadzjikistan ·
Taiwan ·
Turkmenistan ·
Vanuatu ·
Vietnam ·
Zuid-Korea